# Postelero
En un barco, se llama postelero a un puntal que sostiene las mesas de guarnición desde su canto hasta el costado del barco y que a veces, se sustituye por la curva denominada postelera. 
Esteban Terreros en su diccionario dice: 

pedazo de palo corvo que se afirma desde la superficie de la mesa de guarnición hasta el costado del navío y sirve para mayor sujeción de dicha mesa que no padezca con el balance

Gamboa conviene en lo mismo bajo el nombre de posteleo.